# (10072) Uruguay
(10072) Uruguay ist ein Asteroid des Hauptgürtels, der am 3. April 1989 vom belgischen Astronomen Eric Walter Elst am La-Silla-Observatorium (IAU-Code 809) der Europäischen Südsternwarte in Chile entdeckt wurde.
Der Asteroid wurde am 25. November 2015 nach dem südamerikanischen Land Uruguay benannt, das an Brasilien und Argentinien grenzt und nach Suriname der zweitkleinste Staat Südamerikas ist.